# Aphanius
Aphanius è un genere di pesci d'acqua dolce e salmastra appartenenti alla famiglia Cyprinodontidae. Sono comunemente chiamati noni dal nome della specie più famosa Aphanius fasciatus.

## Distribuzione e habitat
Il genere comprende specie endemiche della fascia costiera mediterranea di Spagna, Italia, Grecia, Turchia, Israele, Nord Africa.  Alcune specie sono presenti anche nel Medio oriente (Iran, Giordania).
Vivono soprattutto in acqua salmastra: lagune, estuari e stagni costieri.
In Italia sono presenti soltanto due specie: Aphanius fasciatus, ad ampia distribuzione mediterranea, e Aphanius almiriensis, localizzato nell'Egeo e in Puglia.

## Descrizione

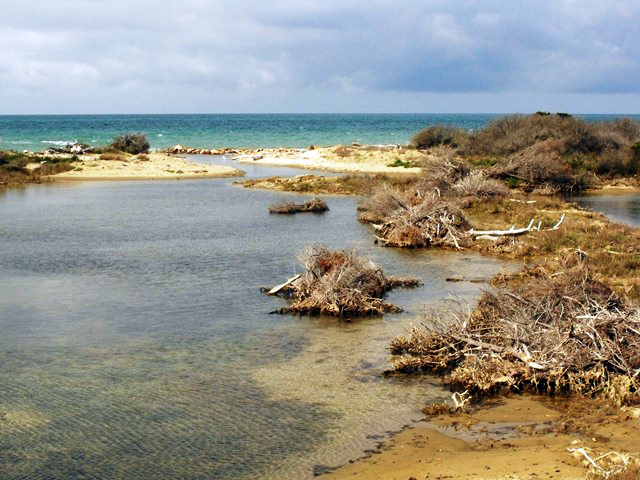
Stagni costieri in Maremma, tipico habitat di Aphanius fasciatus

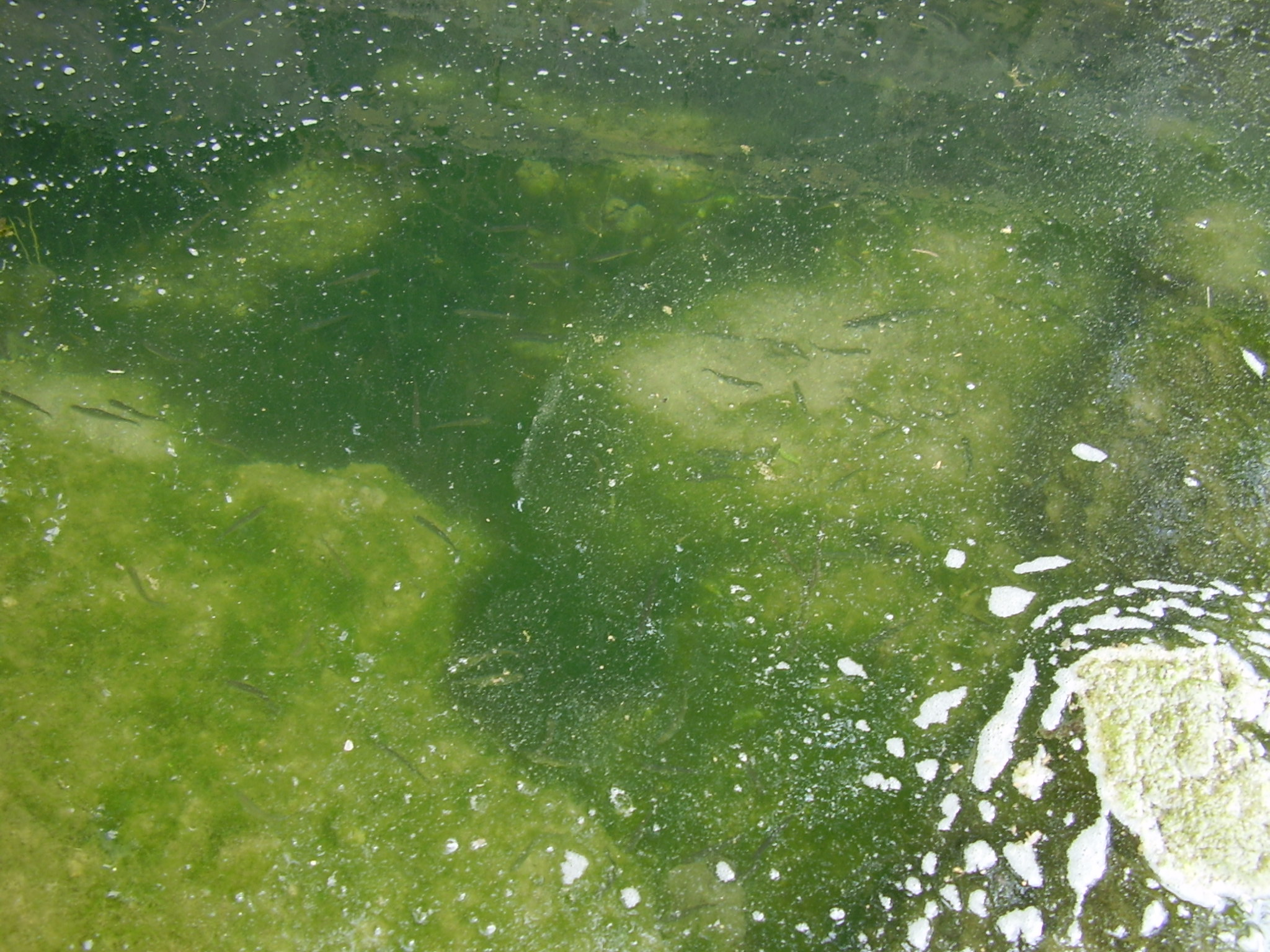
Stagno nella laguna di Albufera, Valencia, tipico habitat di Aphanius ibericus

Si tratta di pesci di piccole dimensioni. La bocca è piccola e rivolta verso l'alto, il corpo è compresso ai fianchi, con profilo dorsale e ventrale piuttosto convessi. Il peduncolo caudale è tozzo, le pinne raggiate sono arrotondate, la pinna caudale è a delta. La livrea, differente per ogni specie, presenta anche differenze legate al sesso. 

Le dimensioni si attengono dai 3 ai 7 cm, con l'eccezione di Aphanius anatoliae che raggiunge anche i 15 cm.

## Biologia
Sono specie gregarie che formano banchi dispersi nell'immediato sottoriva degli ambienti in cui vivono.

## Biogeografia
Gli Aphanius sono considerati un relitto biogeografico della fauna della Tetide che popolava il mar Mediterraneo prima di essere sterminata durante la crisi di salinità del Messiniano (che comportò il quasi totale disseccamento del Mediterraneo) alla fine del Miocene.

## Acquariofilia
Alcune specie sono allevate in stagni e acquari domestici.

## Conservazione
Molte specie di Aphanius sono minacciate dall'estinzione a causa della distruzione degli ambienti naturali per l'urbanizzazione o l'inquinamento.

## Specie
Il genere comprende 34 specie:
- Aphanius almiriensis
- Aphanius anatoliae
- Aphanius apodus
- Aphanius arakensis
- Aphanius asquamatus
- Aphanius baeticus nono andaluso
- Aphanius burdurensis
- Aphanius chantrei
- Aphanius danfordii
- Aphanius darabensis
- Aphanius desioi
- Aphanius dispar dispar
- Aphanius dispar richardsoni
- Aphanius farsicus
- Aphanius fasciatus nono comune
- Aphanius furcatus
- Aphanius ginaonis
- Aphanius iberus nono moresco
- Aphanius isfahanensis
- Aphanius kavirensis
- Aphanius mento
- Aphanius mesopotamicus
- Aphanius persicus
- Aphanius pluristriatus
- Aphanius punctatus
- Aphanius saourensis
- Aphanius shirini
- Aphanius sirhani
- Aphanius sophiae
- Aphanius splendens
- Aphanius stiassnyae
- Aphanius sureyanus
- Aphanius transgrediens
- Aphanius villwocki
- Aphanius vladykovi